# الحزب الشيوعي البرازيلي
الحزب الشيوعي البرازيلي (Partido Comunista do Brasil) هوحزب سياسي شيوعي في البرازيل تأسس في عام 1962.
رئيس الحزب هو خوزي ريناتو رابيلو. ينشر الحزب Vermelho.
المنظمة الشبابية للحزب هي اتحاد الشبيبة الاشتراكية (União da Juventude Socialista).
في الانتخابات البرلمانية لعام 2002 حصل الحزب على 1 967 833 صوت (2.2%, 12 مقعد).

## مواقع خارجية
- الموقع الرسمي للحزب